# Entomobrya sinelloides
Entomobrya sinelloides är en urinsektsart som beskrevs av Christiansen 1958. Entomobrya sinelloides ingår i släktet Entomobrya och familjen brokhoppstjärtar. Inga underarter finns listade i Catalogue of Life.